# Cerdà (Valencia)
Cerdà (spanisch Cerdá) ist eine Gemeinde (Municipio) mit 367 Einwohnern (Stand: 2024) in der spanischen Provinz Valencia. Sie befindet sich in der Comarca La Costera. 

## Geografie
Cerdà liegt etwa 65 Kilometer südsüdwestlich von Valencia in einer Höhe von ca. 135 m. Am Gemeindegebiet liegt das Autobahndreieck der Autovía A-7 mit der Autovía A-35. 

## Demografie
| 1900 | 1930 | 1950 | 1970 | 1981 | 1991 | 2001 | 2011 | 2021 |
| ---- | ---- | ---- | ---- | ---- | ---- | ---- | ---- | ---- |
| 404  | 400  | 378  | 286  | 277  | 258  | 291  | 394  | 345  |

## Sehenswürdigkeiten

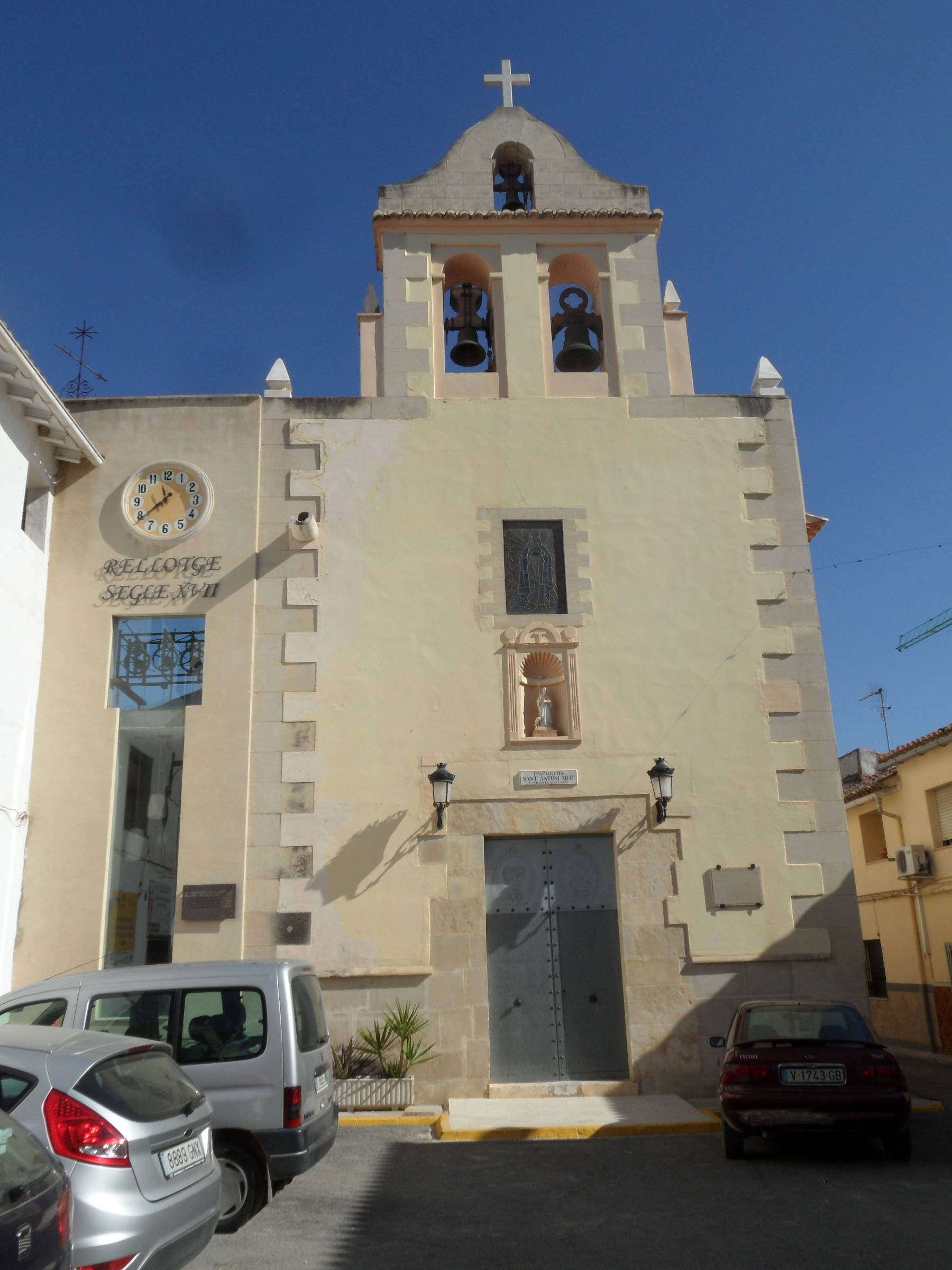
Antoniuskirche
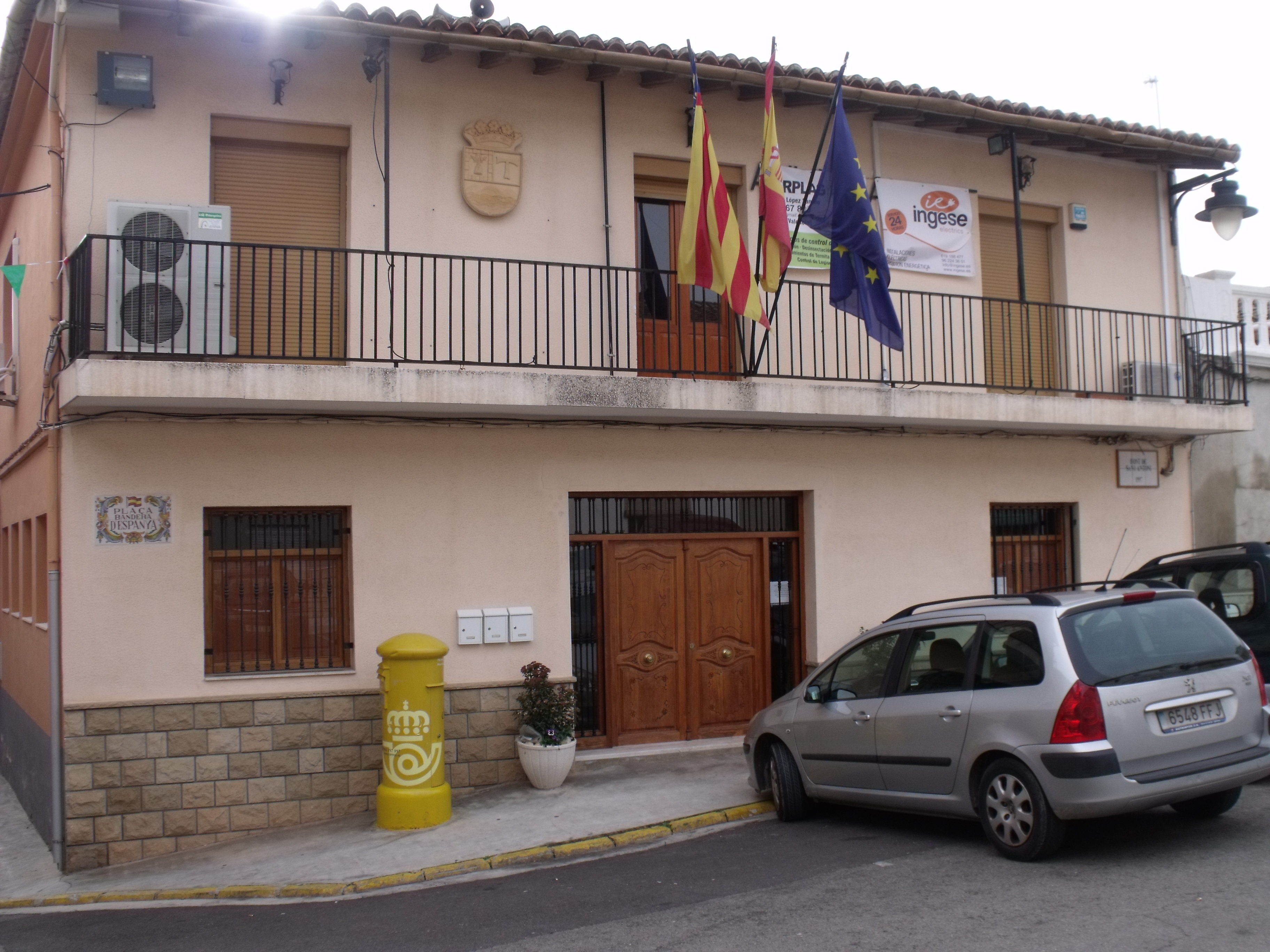
Rathaus

- Antoniuskirche
- Rathaus